# Claire de Chandeneux
Louise Lucienne Emma Bérenger, dite Claire de Chandeneux,, née à Crest (Drôme) le 17 novembre 1836 et morte à Vincennes (Seine) le 6 octobre 1881, est une femme de lettres et romancière française.

## Biographie
Louise Lucienne Emma Bérenger naît le 17 novembre 1836 à Crest. Elle est la fille de Joseph Alexandre Henri Bérenger, receveur des finances, et de son épouse, Françoise Octavie Bérenger.
Mariée successivement à deux militaires, le capitaine de Prébaron, puis le commandant Bailly, Louise Bérenger est l'auteur, sous le pseudonyme de Claire de Chandeneux, d'une trentaine de romans ayant pour cadre la vie militaire de province. Membre de la Société des gens de lettres, elle fonde deux revues, Paris littéraire et Paris charmant, deux ans avant sa mort à l'âge de 45 ans.
Barbey d'Aurevilly, qui la classait péjorativement parmi les bas-bleus, voyait en elle une « romancière de petites aventures » et une « innocente mitrailleuse de romans » qu'il qualifiait de « Ponson-Terrail-femme, à courte haleine, et en très-petite monnaie ». Léon Bloy s'est moqué lui aussi des « romans honnêtes » de cet auteur qui eut son heure de popularité.

## Romans
- Les Remèdes contre l'amour. Madame de Lignerolle, 1870
- Le Mari de Laurence, 1873
- Les Visions d'or. Régine. Le Testament de ma tante. Madeleine de Payseran, 1874
- La Tache originelle, 1875
- Blanche-Neige, suivi de Il ne faut pas dire : Fontaine... et Madame était chez sa mère, 1875
- Les Terreurs de Lady Suzanne, 1876
- Vaisseaux brûlés, 1877
- Une faiblesse de Minerve, 1877
- Le Lieutenant de Rancy, 1877
- Les Ronces du chemin, 1877
- Une fille laide, 1878
- Les Giboulées de la vie, 1878
- Sans Cœur ! 1878
- La Croix de Mouguerre, 1879
- Les Mariages de garnison : L'Honneur des Champavayre. La Dot réglementaire, 2 vol., 1880
- Les Ménages militaires, 4 vol., 1875-1876: 
  - La Femme du capitaine Aubépin, 1875.
  - Les Filles du colonel, 1876.
  - Le Mariage du trésorier, 1876.
  - Les Deux femmes du major, 1876.
- L'Automne d'une femme, 1880 Texte en ligne
- Secondes Noces, 1881
- Val-Régis la grande, 1882
- Un cœur de soldat, 1882
- Souvenirs de Bérénice, 1882

## Hommage
Une école maternelle de la ville de Crest porte son nom.

## Sources
- Bulletin d'archéologie et de statistique de la Drôme, vol. 16, 1882.
- Joseph Brun-Durand, Dictionnaire biographique et biblioiconographique de la Drôme; contenant des notices sur toutes les personnes de ce département qui se sont fait remarquer par leurs actions ou leurs travaux avec l'indication de leurs ouvrages et de leurs portraits, t. I, Grenoble, Librairie Dauphinoise, 1900, 442 p. (lire en ligne)